# João da Ega
João da Ega é uma personagem do romance Os Maias de Eça de Queirós.
Ele era amigo e confidente de Carlos da Maia e filho de uma viúva rica e beata, de Celorico de Basto.
João da Ega era um homem com uma figura esgrouviada e seca os “pêlos do bigode arrebitados sob o nariz adunco, um quadrado de vidro entalado no olho direito”. Era um homem exagerado nos seus ditos não só na Academia como também na sua vida normal, ateu, demagogo e jamais aparecera nas sociedades humanas. Excêntrico, anarquista sem Deus e sem qualquer moral “O seu esforço da inteligência neste sentido terminou por lhe influenciar as maneiras e a fisionomia.” Ega tem um grande sentido de humor para com seus amigos (referindo bastante o Carlos da Maia). Deu a Eça de Queirós a oportunidade de escrever as mais hilariantes passagens de Os Maias, teve assim um doloroso fim de relação que amou com Raquel Cohen. Ega era adorado pelo avô de Carlos “as férias só eram realmente divertidas para Carlos quando trazia para a quinta o seu íntimo, o grande amigo João da Ega, a quem Afonso das Maia”, tratando sempre de forma muito civilizada sendo ele sobrinho de André da Ega. Sofre com o diletantismo e incapacidade de se realizar a sério na sua vida com nos seus estudos em Coimbra que ora ia reprovando ora perdia o ano, sendo lá que conheceu o seu amigo fiel Carlos da Maia. É contra o romantismo muito defensor dos seus valores da escola formado em Direito. No entanto acaba-se por perceber que ele é um romântico com as meninas que andava de quinze anos, filhas das empregadas com quem ele ia às vezes passear a soirée levantando-lhes cartuchinhos de doce.

## Caracterização psicológica
Impressionava tudo e todos com as suas atitudes e concepções, arrojadas e revolucionárias, comprazendo-se nos efeitos que a sua retórica provocava. As suas opiniões apresentavam-se de uma forma irreverente e contestária, por vezes incoerentemente e com a intenção de escandalizar a burguesia lisboeta dos círculos que frequentava. Constantemente, proferia blagues que nem os outros, nem ele mesmo tomavam a sério. Assim, afirmava-se partidário da escravatura e adversário de uma intervenção da mulher na área intelectual.
Considerava que, para salvar Portugal, restava apenas a via revolucionária, ou, caso esta falhasse, a redução do país a uma província espanhola. Numa visão iconoclasta, afirmava que a salvação nacional passaria por uma invasão espanhola que acabasse com as classes dominantes e possibilitasse o recomeço do zero com novas energias. Viveu uma grande paixão por Raquel Cohen, mulher do director do Banco Nacional. Na soirée dos Cohen, Ega apareceu disfarçado de Mefistófeles, acabando por ser expulso pelo marido de Raquel. Desiludido, retirou-se para Celorico, com a intenção de escrever O Lodaçal, para se vingar de Cohen.
Ega é um literato falhado. Apesar dos vários projectos que se propõe levar a cabo, nunca chega, de facto, a concretizar nenhum. Tenciona escrever as "Memórias de Um Átomo", história das grandes fases da Humanidade e do Universo, e as suas também, que nunca chega a realizar. Nas últimas páginas do romance ainda refere um novo livro, as "Jornadas da Ásia", acabando, mais uma vez, por não produzir nada. É um literato ousado, fantasioso e com verve, nunca chegando a concretizar os seus planos de autor. Partidário do naturalismo e do realismo, envolve-se numa discussão com Alencar, protótipo do poeta do ultra-romantismo, no jantar do Hotel Central, mas no final do romance acaba por «apreciá-lo imensamente» e por o considerar um português genuíno.
Ega desempenha um papel importante na intriga, pois é a ele que Guimarães entrega o cofre que revela o parentesco entre Carlos e Maria Eduarda. Terminada esta relação incestuosa, Ega e Carlos planeiam uma longa viagem, que os levaria aos grandes centros das civilizações antigas e modernas, acabando por visitar a América do Norte e o Japão. Passado ano e meio, Ega reaparece no Chiado.
Ega é uma personagem ricamente caracterizada, em todas as suas contradições. É herético e revolucionário, mas também um dândi e um cínico. É considerado por vezes, em muitos aspectos, como um retrato irónico do próprio Eça. Personifica, ao longo do romance, uma certa postura revolucionária da época, manifestada de forma mais consistente na Geração de 70. Apesar de todos os seus grandes planos de transformação social, numa retórica de tom profético e inflamado, apesar de defensor das correntes artísticas e científicas mais modernas, como o realismo e o positivismo, acaba por não levar a cabo qualquer projecto verdadeiramente significativo, perdendo-se nas suas aventuras românticas, numa vida diletante e ociosa.

## Legado
É uma das personagem mais reconhecidas d'Os Maias pelas suas características fisionómicas e temperamentais, tendo sido transposto para obras de arte de outros autores, como desenhos de Alberto de Sousa, Wladimir Alves de Souza, Bernardo Marques e Rui Campos Matos. No teatro, cinema e televisão, a sua personagem foi interpretada por Samuel Dinis e Jacinto Ramos no Teatro Nacional D. Maria II em 1945 e 1962, respectivamente. Foi também interpretado por Selton Mello na produção da TV Globo em 2001, e por Pedro e Inês, no filme de 2014.